# 天成飯店集團
天成飯店股份有限公司（Cosmos Hotels & Resorts，簡稱天成飯店），是台灣一家旅館系統業者，在臺北市、桃園市、嘉義市、花蓮縣等地皆有。最早成立的台北館位於座落於捷運台北車站M3出口旁。
公司將著手進行準備上市，最快可望在2017年。

## 旗下品牌飯店
- 台北天成大飯店（交通部觀光署評為四星級飯店）：臺北市中正區忠孝西路一段43號（天成商業大樓）
- 悅華大酒店：桃園市龍潭區悅華路100號（桃園高爾夫俱樂部）
- 台北花園大酒店（交通部觀光署評為五星級飯店）：臺北市中正區中華路二段1號
- 世貿國際會館TICC：臺北市信義區信義路五段1號（台北國際會議中心）
- 天成文旅-蜂巢：臺北市大同區太原路57號
- 天成文旅-繪日之丘：嘉義市東區大雅路一段888號
- 天成文旅-華山町：臺北市中正區忠孝東路二段79號（原第一商業銀行臺北倉庫）
- 天成逸旅-朋趣豪華露營：桃園市龍潭區悅華路100號
- 天成逸旅-舶寓高雄：高雄市前金區五福三路38號
- 瑞穗天合國際觀光酒店（交通部觀光署評為卓越五星級飯店）：花蓮縣瑞穗鄉溫泉路二段368號

規劃中
- 天成文旅-曉琉球
- 天成丰閣-樂捷

已結束
- 天成文旅-回行旅：臺中市西屯區至善路188號（因物業轉移，已休業）

## 公司集團歷史
天成飯店集團第一家飯店為台北天成大飯店，成立於1979年，緊鄰台北車站，擁有極佳的地理優勢；並於2011年斥資全面升級硬體設備，透過親切、貼心的專業服務，深獲國際旅客、商務人士的青睞。近年來則以集團化經營方式，包含三大事業體：餐旅事業、館外餐飲、高爾夫球場等多元化經營服務。
天成飯店集團已故創辦人為何朝家，原只是台中豐原客運的一名司機，透過自學珠算和日語，在日據時代就當到豐原客運的會計。1930年代時，何朝家拿著800元北上創業，在台北縣新店開藥房、文具店，手上一有現金就透過標會在新店、景美一帶買地，然後出租店鋪，同時也經營戲院。女婿張茂松年輕時是景美地區的基層員警，認識在戲院賣票的何朝家女兒，之後進入天成飯店擔任採買，最後經何朝家認可，成為集團二代掌門人。

## 外部連結
- （繁體中文） 天成飯店集團 （页面存档备份，存于）
- 天成大飯店  臺灣旅宿網 （页面存档备份，存于）
- 天成文旅 華山町  臺灣旅宿網 （页面存档备份，存于）
- 繪日之丘  臺灣旅宿網 （页面存档备份，存于）
- 台北花園大酒店  臺灣旅宿網 （页面存档备份，存于）
- 蜂巢 Bee House  臺灣旅宿網 （页面存档备份，存于）
- 悅華大酒店  臺灣旅宿網 （页面存档备份，存于）
- 瑞穗天合國際觀光酒店  臺灣旅宿網 （页面存档备份，存于）